# Chó săn gia súc đuôi ngắn Úc
Chó săn gia súc đuôi ngắn Úc (tiếng Anh: Australian Stumpy Tail Cattle Dog) là một loài đuôi cộc tự nhiên hoặc đuôi ngắn, giống chó có kích thước trung bình của Chó chăn gia súc (không nhầm lẫn với Chó chăn bò Úc, hay còn gọi là "Queensland Heeler"). Chó săn gia súc đuôi ngắn Úc được nhân giống và phát triển tại Úc để chăn gia súc, và được lai giữa chó chăn gia súc Châu Âu và Chó Dingo Úc. Tên ngắn hơn Chó săn gia súc đuôi ngắn cũng đôi khi được dùng.

## Lịch sử
Chó săn gia súc đuôi ngắn Úc có nguồn gốc từ chó chăn gia súc Smithfield của Anh, được du nhập vào Úc ở đầu thế kỷ 19 và lai tạo với chó Dingo. Được biết những giống chó lao động đang khan hiếm và có những thống kê khác nhau về sự phát triển của giống chó này trong khoảng thời gian hiện tại. Một người lái xe tên Timmins đến từ Bathurst, New South Wales, đã lai tạo chó Smithfield với chó Dingo, tạo ra một loài chó lao động có tên là Timmins' Biters. Để loại bỏ những đặc điểm của chó dingo và giúp loài chó này dễ phát triển hơn, người ta đã thực hiện các phép lai xa hơn với Smooth Collies, tạo ra những con chó đốm đỏ xanh và thường không có đuôi.
Trong cuốn sách A Dog Called Blue, tác giả Noreen Clark đưa ra trường hợp cả hai loại đuôi của Chó săn gia súc đuôi ngắn Úc và Chó chăn bò Úc (còn được gọi là "Queensland Heeler") đều xuất phát từ cùng một nguồn gốc, được gọi là Halls Heelers, được lưu giữ trong những năm 1830 bởi một hoạt động gia súc rất lớn được điều hành bởi Thomas Hall. Những con chó mà cũng đã lai tạo Smithfield và Dingo, nhưng các giống phân kỳ tại một số điểm vào cuối thế kỷ 20. Chọn giống vật nuôi của những con chó đuôi ngắn đã cố định các đặc tính của giống chó ngày nay.

## Nhận dạng giống
Chó săn gia súc đuôi ngắn Úc đã được công nhận là giống chó tiêu chuẩn hóa từ năm 1988 tại quốc gia bản xứ của Australian National Kennel Council, rong "Nhóm 5 (Chó lao động)". Nó cũng được công nhận bởi New Zealand Kennel Club trong nhóm "Lao động" của nó.
Trên thế giới, giống này đã được Tổ chức Giống chó Thế giới chấp nhận tạm thời vào năm 2005, vào năm 2005, theo tiêu chuẩn giống 351, trong "Nhóm 1, Phần 2: Chó gia súc (Ngoại trừ Chó bò Thụy Sĩ)". Tính đến  năm 2010,nó cũng được công nhận đơn giản là Stumpy Tail Cattle Dog của United Kennel Club (trong nhóm "Nhóm chó chăn gia súc" group) từ năm 1996, và có tên dài hơn trong Canadian Kennel Club (trong "Nhóm VII: Chó chăn gia súc"), nhưng không phải bởi The Kennel Club (Anh), cũng không phải American Kennel Club.
Loài này cũng có thể được liệt kê bởi các kennel clubs nhỏ, làm việc hoặc chăn dắt các câu lạc bộ chó, hoặc các doanh nghiệp đăng ký chó trên Internet, và được quảng bá như một vật nuôi giống hiếm.

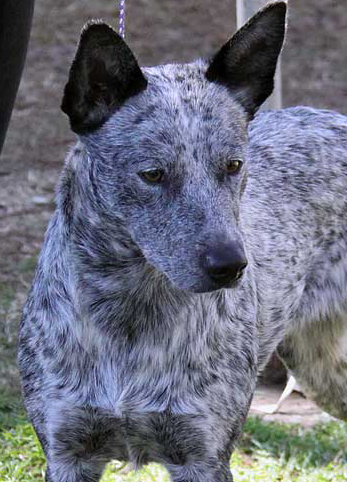
Cận cảnh Chó săn gia súc đuôi ngắn Úc.

## Hình dáng
Chó săn gia súc đuôi ngắn Úc là một giống chó có thân hình xù xì, với đôi tai và chân dài. Đặc điểm nổi bật nhất của giống chó này là nó thiếu một cái đuôi. Mà nếu có đuôi thì nó cũng khá ngắn, không quá 10 cm, và đã bị loại bỏ. Bộ lông có chiều dài từ ngắn đến trung bình, thẳng, dày và thô ráp. Màu lông là màu đốm đỏ hoặc đốm xanh. Chó săn gia súc đuôi ngắn Úc không biểu thị các điểm màu nâu hoặc các dấu hiệu như đã thấy trên ACD. Chiều cao là  46–51 cm tính từ vai, với con cái thì nhỏ hơn một chút. Chó săn gia súc đuôi ngắn Úc và Chó chăn bò Úc (còn được gọi là "Queensland Heeler) (với chiếc đuôi dài) ó ngoại hình tương tự với Stumpy, nhưng Chó chăn bò Úc nặng hơn, ít chân và có điểm và dấu màu nâu.

## Tính cách
Tính khí lí tưởng của Stumpy mô tả trong tiêu chuẩn giống như cảnh giác và thận trọng, cũng như đáp ứng với chủ sở hữu của nó và dành riêng cho người lạ, nhưng cũng lưu ý rằng "nó phải tuân thủ để xử lý" tại các chương trình. Tất cả chó làm việc cần xã hội hóa sớm với mọi người, và đào tạo và hoạt động nhất quán trong suốt cuộc đời của họ.

## Hoạt động
Stumpy Tail Cattle Dogs có thể cạnh tranh trong các thử nghiệm nhanh nhẹn của chó, sự vâng phục, trình diễn, quả văng, theo dõi, các sự kiện dĩa nhựa và chăn gia súc. Bản năng chăn gia súc và khả năng đào tạo có thể được đo tại các thử nghiệm chăn nuôi không cạnh tranh. "Stumpies" trưng bày bản năng chăn nuôi cơ bản có thể được huấn luyện để cạnh tranh trong các thử nghiệm chăn gia súc.